# Список минеральных вод Сочи
Минера́льные во́ды Со́чи — перечисление всех месторождений минеральных вод, находящихся в границах города Сочи, Краснодарский край, Россия.

## Список минеральных вод

### Лечебно-питьевые воды
- Пластунское месторождение лечебно-питьевых вод
- Мамайское месторождение лечебно-питьевых вод
- Волконское месторождение лечебно-питьевых вод

### Сульфидные воды
- Мамайское месторождение сульфидных вод
- Мацестинское месторождение сульфидных вод
- Хостинское месторождение сульфидных вод
- Кудепстинское месторождение сульфидных вод

### Йодо-бромные воды
- Кудепстинское месторождение йодо-бромных вод

### Углекислые мышьяковистые воды
- Чвижепсинское месторождение углекислых мышьяковистых вод

### Лечебные илы
- Имеретинские лечебные илы (Адлерские)

## Марки минеральных вод
- Чвижепсе (минеральная вода)
- Пластунская (минеральная вода)
- Сочинская (минеральная вода) (Мамайское месторождение)
- Лазаревская (минеральная вода) (Волконское месторождение)
- Заповедный родник  (минеральная вода) (Пластунское и Чвижепсинское месторождение)